# تل شاه پریون
تل شاه پریون در شهرستان شیراز، کیلومتری ۲ جاده قیروکازرون به طرف خنج ی واقع شده و این اثر در تاریخ ۲۵ اسفند ۱۳۷۹ با شمارهٔ ثبت ۳۲۶۱ به‌عنوان یکی از آثار ملی ایران به ثبت رسیده است.